# Tonquinês
Tonquinês é uma raça de gatos desenvolvida no início do século XX a partir do cruzamento entre o gato siamês e o gato birmanês. No início eram conhecidos como "siameses dourados", mas a raça conseguiu o reconhecimento no Canadá e nos Estados Unidos da América.

## Características
Os gatos da raça tonquinês são belos, muito agradáveis e vêm conquistando cada vez mais admiradores. De caráter afetuoso e sociável são muito inteligentes. Gostam de longos passeios e, perigosamente, de permanecer perto de automóveis por associa-los às pessoas. Por sua genética, no cruzamento entre tonquineses, apenas a metade da prole será de representantes da raça.

## Padrão
Pelagem: pêlo curto e macio com as manchas características do Siamês, porém bem menos evidentes. Corpo: flexível e magro.Cauda: longa.Orelhas: grandes e de pontas arredondadas.Olhos: amendoados, de cor azul ou verde-azulada.Cabeça: triangular.Focinho: quadrado.Nariz: comprido.Pernas: longas e finas.Pés: pequenos e ovalados.

## Variedades de Cores
O termo "vison" ou "mink" (em inglês), refere-se a atenuação da cor do corpo.
| Variedade       | Pelagem            | Marcação         |
| Mink Natural    | marrom-avermelhada | chocolate-escuro |
| Mink Azul       | cinza-azulado      | azul-cinzentas   |
| Mink Cor de mel | marrom-avermelhada | chocolate        |
| Mink Champanha  | bege-avermelhada   | marrom-pálidas   |
| Platinum Mink   | cinza-pálido       | cinza-escuro     |